# Bahia
Bahia (BA) (udtales: ba'i.a) er en brasiliansk delstat, placeret i den østlige del af landet i regionen Nordeste ud til Atlanterhavet. Hovedstaden hedder Salvador og delstaten grænser op til Sergipe, Pernambuco, Piauí, Tocantins, Goiás, Minas Gerais, Alagoas og Espírito Santo.
Staten har et højt turistpotentiale, som i høj grad er blevet udforsket gennem dens kyst, Chapada Diamantina, Recôncavo og andre skønheder naturlig og Liste over historisk arv og kulturarv i Bahia. Det har syvende største økonomi i Brasilien, med bruttonationalprodukt på over 290 milliarder reais, hvilket repræsenterer næsten 20 tusinde reais af BNP per capita.
Bahia betragtes som den ældste del af Portugisisk Amerika, da det var i regionen turistområdet Porto Seguro, Bahias sydkyst, at flåden af Pedro Álvares Cabral markering af opdagelsen af Brasilien af portugiserne og fejringen af første messe, på Coroa Vermelha strand, ledet af frei Henrique Soares de Coimbra.

## I kulturen
Anders And besøger Bahia i Disney-klassiker nr. 7, The Three Caballeros, og ender med at blive meget betaget af stedet og dets indbyggere. Filmen blev produceret hen imod slutningen af anden verdenskrig, i 1944, som et led i USA's positive propaganda-fremstød over for de latinamerikanske lande, også kendt som friendly neighbour-politik.

## Personligheder
Bahia var fødeby for talrige prominente personligheder. politikeren Antônio Carlos Magalhães, tidligere Brasiliens fodboldlandshold-præsident Ednaldo Rodrigues, fodboldspillerne Bebeto, Dante, Dida, musikere João Gilberto, Astrud Gilberto, Olodum, filmskaber Glauber Rocha, forfatter Jorge Amado, modellen Adriana Lima.